# 恋せよ乙女〜Love story of ZIPANG〜
「恋せよ乙女〜Love story of ZIPANG〜」（こいせよおとめ ラブ・ストーリー・オブ・ジパング）は、ALI PROJECTの楽曲。宝野アリカが作詞、片倉三起也が作曲を手掛けた。ALI PROJECTのメジャー1枚目のシングルとして1992年7月1日に東芝EMIから発売された。

## 概要
本シングルはALI PROJECTのメジャーデビューシングルであり、かつALI PROJECT名義で初めてリリースしたシングルでもある。ALI PROJECTは、このシングルのリリースから1995年まで、東芝EMIからCDをリリースしていた（1995年に契約を解消した）。なお、本シングルは8cmシングルである。
1トラック目の「恋せよ乙女〜Love story of ZIPANG〜」は、黄桜の冷酒「飛沫」のCMソングであった。『月下の一群』、『jamais vu』、『Deja Vu 〜THE ORIGINAL BEST 1992-1995〜』と収録アルバムは比較的多いが、アレンジは発表から15年後に発売された『Grand Finale』に、オーケストラリアレンジされたものが初めてとなる。

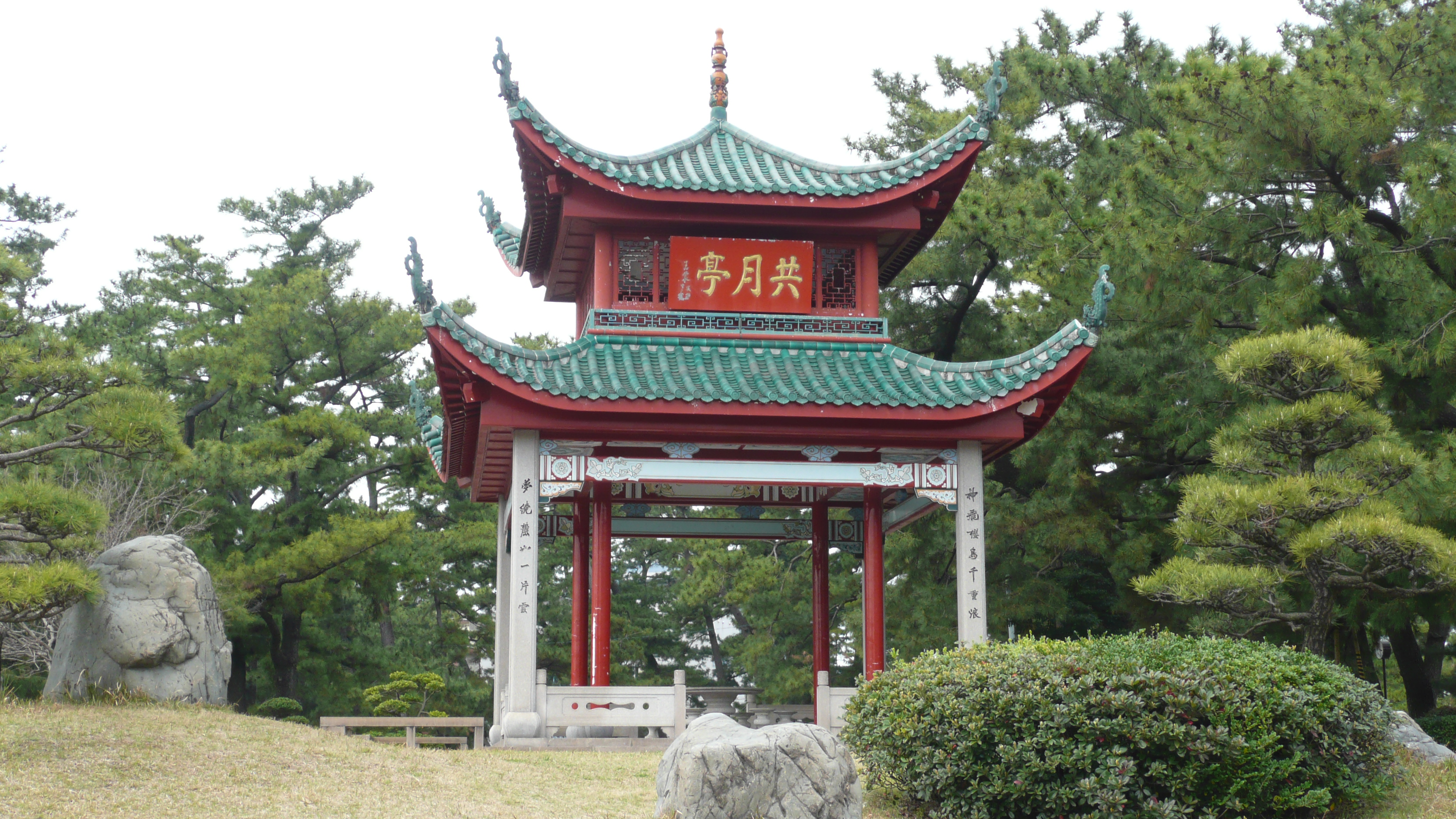
共月亭は鹿児島市に実在する。

2トラック目の「共月亭で逢いましょう」は、jamais vuにも収録されており、月光嗜好症ではストリングスアレンジがなされた。ライブでも歌われており、ライブ音源は『月光嗜好症GIG Alipro-Mania II』に収録された。宝野アリカは、本作を歌うときはリハーサルで号泣してから歌わなければライブでは歌えないといっている。
ジャケットには大きくALI PROJECTのロゴを配している。

## 収録曲
（全作詞：宝野アリカ、作曲・編曲：片倉三起也）
1. 恋せよ乙女〜Love story of ZIPANG〜 [3:56]
  - 黄桜「飛沫」CMソング
  - AメロにMusique De La Grece Antiqueの『Hymne À Némésis』が引用されている。
2. 共月亭で逢いましょう [4:55]
  - Aメロ、Bメロにエマニュエル・シャブリエの『5曲の遺作 アルバムの一葉』が引用されている。
3. 恋せよ乙女
カラオケ版

### 楽曲の収録アルバム
| 曲名                               | 収録アルバム                                | 発売日        | 備考                  |
| ---------------------------------- | ------------------------------------------- | ------------- | --------------------- |
| 恋せよ乙女〜Love story of ZIPANG〜 | 『月下の一群』                              | 1992年12月9日 | 1stオリジナルアルバム |
| 恋せよ乙女〜Love story of ZIPANG〜 | 『jamais vu』                               | 2000年8月4日  | 1stベストアルバム     |
| 恋せよ乙女〜Love story of ZIPANG〜 | 『Deja Vu 〜THE ORIGINAL BEST 1992-1995〜』 | 2006年3月8日  | 2ndベスト・アルバム   |
| 共月亭で逢いましょう               | 『星と月のソナタ』                          | 1995年12月6日 | 3rdオリジナルアルバム |
| 共月亭で逢いましょう               | 『jamais vu』                               | 2000年8月4日  | 1stベストアルバム     |
| 共月亭で逢いましょう               | 『Deja Vu 〜THE ORIGINAL BEST 1992-1995〜』 | 2006年3月8日  | 2ndベスト・アルバム   |